# Хайчанка
Хайчанка — левый приток реки Норинь, протекающий по Коростенскому району (Житомирская область).

## География
Длина — 11 или 12 км. Площадь бассейна — 32,1 или 31,6 км². Русло реки (отметки уреза воды) в среднем течении (село Круки) находится на высоте 182,7 м над уровнем моря. Притоки (длинной менее 10 км): 6 общей длиной 8 км.
Берёт начало в овраге, что северо-восточнее села Коптевщина. Река течёт на юго-запад, затем — юго-восток. Впадает в реку Норинь (на 51-м км или 52-м км от её устья) непосредственно северо-восточнее села Папирня. 
Пойма очагами занята лесами (доминирование сосны). Берега обрывистые. Впадают безымянные ручьи. 
Населённые пункты на реке (от истока к устью): 
1. Коптевщина
2. Круки[5]
3. Великая Хайча
4. Малая Хайча